# Abraham Peyrenc de Moras
Abraham Peyrenc de Moras est un financier français, né dans les années 1680 et décédé le 20 novembre 1732, en son hôtel à Paris. 
Baptisé dans la religion protestante, au temple d'Aulas, à quelques kilomètres du Vigan, il est issu d'une famille roturière et souvent qualifié de fils de perruquier. 
En réalité, sa famille a commencé, dès le XVIIe siècle, son ascension sociale puisque son grand-père est marchand chapelier et son père chirurgien juré, collecteur des tailles et bourgeois du Vigan. Abraham les a surpassés et a connu une ascension sociale fulgurante dans le Paris du XVIIIe siècle, consacrée par son anoblissement en 1720. 

## Ses débuts à Paris

### Des rencontres décisives
L'édit de Nantes a été révoqué en 1685. Abraham est le quatrième enfant de la famille Peyrenc. Son père est chirurgien juré. En province, le chirurgien dont le métier touche au corps peut aussi faire office de barbier. Il a réussi à acheter une charge de secrétaire du roi et la terre de Saint-Cyr. Certains de ses enfants ont quitté le royaume pour s'installer en Angleterre et continuer à exercer leur foi. Abraham, quant à lui, quitte le Vigan vers 1703. Selon les uns, il s'enfuit à Genève où il rencontre les Bégon, viganais comme lui, et comme lui, partis pour cause de religion. Les Bégon sont dans les finances et auprès d'eux, il prend le goût des affaires. Selon les autres, il passe par Lyon où il commence sa carrière comme commis puis associé de Simon Le Clerc, marchand drapier. Dans les deux cas, il poursuit sa route pour Paris où il s'enrichit et se convertit au catholicisme.  
Son biographe, le marquis de Lordat, écrit :

D'autres préfèrent s'en amuser et livrer un récit plaisant : 

« Un beau matin, nouveau cadet de Gascogne, le jeune Abraham se mit en route pour la capitale; mais au lieu d'épée, il portait un démêloir: car pour les débuts, son choix était forcé, et il ne pouvait espérer vivre que du métier paternel. La situation de garçon perruquier n'ouvrirait que des horizons modestes à un homme ordinaire, mais celui-ci était bien fait, spirituel, avenant et digne précurseur de Gil Blas, il réussit à se faire apprécier d'un riche bourgeois qui le prit à son service. Voici donc Abraham Perrin devenu valet de chambre-barbier chez François-Marie Fargès. C'était un maître important, ex-soldat, ensuite munitionnaire... possesseur de 500 000 livres de rente. Cette dernière qualité semble avoir hypnotisé Perrin. Fargès avait une fille âgée de seize ans... Le valet devint le gendre de son maître. »

Avec cet homme parti de rien et devenu munitionnaire général des armées du roi, Abraham va être à bonne école. Il exerce la fonction de secrétaire puis d'homme de confiance et devient son gendre. Il épouse Anne-Marie-Josèphe de Fargès qui va lui donner trois enfants, dont François Marie Peyrenc de Moras, qui sera contrôleur général des finances de Louis XV. Il suit en cela l'exemple de son beau-père qui fut dans sa jeunesse remarqué par le sieur Lagrange, entrepreneur des fourrages et des fortifications, employé par lui et finalement associé à son entreprise. Le mariage avec la fille de son employeur fut le tremplin de sa réussite, d'autant qu'il devint munitionnaire, un des moyens les plus rapides pour s'enrichir alors.

### L'entreprise de Fargès comme tremplin dans le monde des Finances
Sous le règne de Louis XIV, les guerres se succèdent et le Secrétariat d'Etat à la guerre conclut chaque année des contrats avec des associations de plusieurs entrepreneurs appelés les munitionnaires qui s'engagent à fournir à un prix convenu les rations de pains de munition, à savoir le fourrage, les chevaux, la nourriture et les habits nécessaires aux garnisons ou aux troupes en opération pendant la durée de chaque campagne. Ces contrats peuvent atteindre des millions de livres. Les munitionnaires ne perçoivent en numéraire qu' un acompte du quart de la somme. Le solde est réglé par la remise de billets financiers gagés sur les caisses de l'Extraordinaire des guerres. Le munitionnaire qui a intérêt à garder les acomptes en numéraire règle le prix des marchandises aux entrepreneurs en vivres, au moyen de lettres de change, payables à une échéance déterminée auprès du banquier sur qui elles sont tirées. 
Si la compagnie autour de Fargès est fondée en 1710, celui-ci a commencé son activité lucrative bien avant. Son rôle ne se cantonne pas aux achats. Il intervient comme financier en avançant des sommes considérables. En 1707, il réclame au Contrôleur général des Finances son dû, à savoir quatre millions de livres. La réussite de Fargès est liée à sa collaboration avec un réseau international de sous-traitants et de banquiers maniant le change et le crédit. Du fait du retard des paiements d'avances promis par le secrétaire d'Etat, Daniel Voysin de la Noiraye, Fargès est en proie à des problèmes de trésorerie en 1712 et en 1715, il doit suspendre ses paiements. Il s'est cependant considérablement enrichi en trafiquant sur les billets de l'extraordinaire des guerres, tout comme Abraham. Ce dernier est inquiété en 1715, après la mort de Louis XIV, lorsque le Régent décide de poursuivre les banquiers coupables de malversations. Taxé à plus de 2 millions de livres, il préfère s'exiler pour quelques mois en Angleterre. Revenu dans le royaume, il se lance avec Fargès dans une nouvelle spéculation.  
Comme la relance des affaires est indispensable au rétablissement du Trésor Royal, le Régent donne son accord au projet de l'écossais John Law, qui fonde à Paris, dans la rue Quicampoix, une banque privée sous la forme d'une société par actions. Le système de finances inclut en 1717 la fondation de la Compagnie des Indes qui repose sur la mise en valeur de la Louisiane. Les actions s'échangent contre de l'or mais elles peuvent être aussi payées par le biais des billets d'Etat. Leur prix monte, des actions de 150 livres s'achètent jusqu'à 10 000 livres. La banque devenue royale reçoit le monopole de la frappe des monnaies.

### L'enrichissement grâce au Système de Law

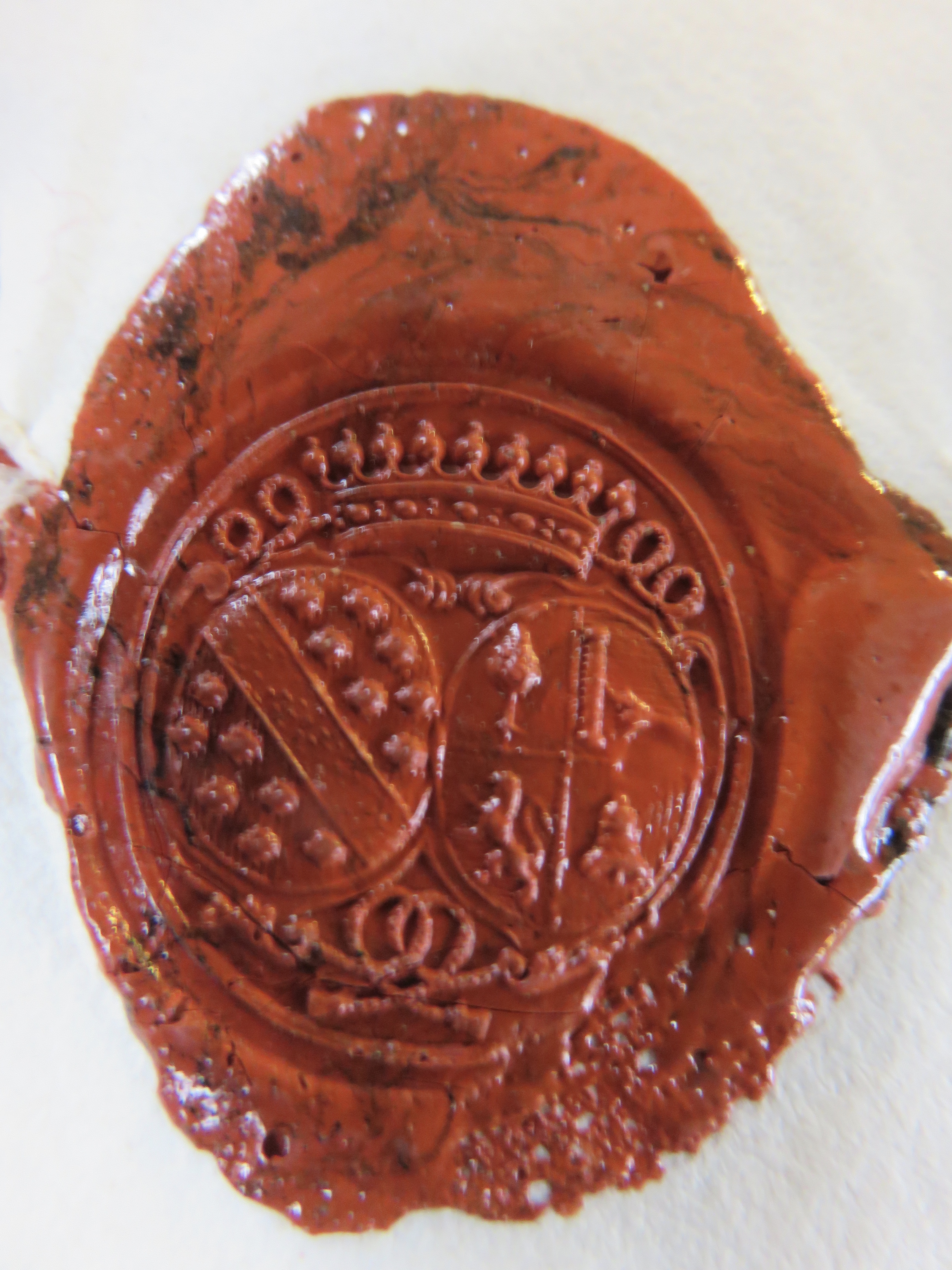

Fargès souscrit pour un million de livres dans la Société et compte parmi les gros Mississipiens. Il vend au plus haut avant que le Système ne s'effondre en 1720. Il présente au Visa pour 27 millions de billets et lettres de change contre lesquels il reçoit 20 millions de nouveaux billets d'Etat. Devenu très riche, il achète deux charges de secrétaire du roi, une pour lui et une autre pour son père, notaire royal dans les Monts du Lyonnais. La savonnette à vilain fonctionne à plein régime. 
Avec un aussi bon maître, Abraham Peyrenc a fait lui aussi son chemin. Il devient un des banquiers les plus courus de la capitale. Dès 1719, sa fortune est assurée et il peut se retirer des affaires et entrer dans l'administration. En 1720, il achète la charge de secrétaire du roi et est anobli. Il achète des terres. Mais la noblesse de terre ne lui suffit pas, il lui faut la noblesse de robe. Pour passer ses degrés, il doit apprendre le latin et le droit. Il s'entoure de maîtres qui les lui apprennent et se fait recevoir avocat, la condition nécessaire pour acheter la charge de maître des Requêtes qui coûte une fortune, plus de 200.000 livres. De 1720 à 1722, il est conseiller au  Parlement de Metz puis maître des requêtes. S'étant fait le confident  de Louise Françoise de Bourbon (1673-1743), fille naturelle légitimée de Louis XIV, duchesse de Bourbon, il est nommé chef de son conseil en 1723. En mars de la même année, il devient membre du bureau du Premier Conseil des Indes  et en août, il passe inspecteur de la Compagnie. Le sacre a lieu en 1731 quand il devient commissaire du roi auprès de la Compagnie. Un commissaire relève du seul Contrôleur général des Finances, il est le véritable maître de la Compagnie. 
Ce portrait est la preuve de son ascension sociale par l'entrée dans l'ordre de la noblesse. Il exprime le désir de consécration d'une nouvelle noblesse qui s'essaie au modèle aristocratique. L'esthétique du portrait attribué tantôt à Nicolas de Largillière, tantôt à Hyacinthe Rigaud hésite entre l'image officielle, pompeuse et guindée et le portait psychologique. Abraham Peyrenc qui a acquis le marquisat de Moras est éternisé dans un léger trois-quarts, sourire aimable, regard sans insolence, perruque bouclée sans aucune raideur, habit de velours de soie rehaussé d'un savant négligé de dentelles. Les qualités humaines du personnage sont mises en avant, bien plus que l'importance de ses charges ou de sa fortune. Les armoiries qu'il s'est choisies reflètent le chemin parcouru depuis le Vigan: de gueules, semé de cailloux d'or, à la bande d'argent brochante.

### L'achat de terres et d'immeubles
En cévenol prudent, M. de Peyrenc se retire des affaires, sa fortune faite, et place son argent dans l'achat de diverses seigneuries. Entre 1719 et 1720, il acquiert pour 1 089 400 livres d'immeubles, et dans la décennie suivante pour 1 662 767 livres. Il semble acquérir ses domaines lorsque l'occasion se présente.    

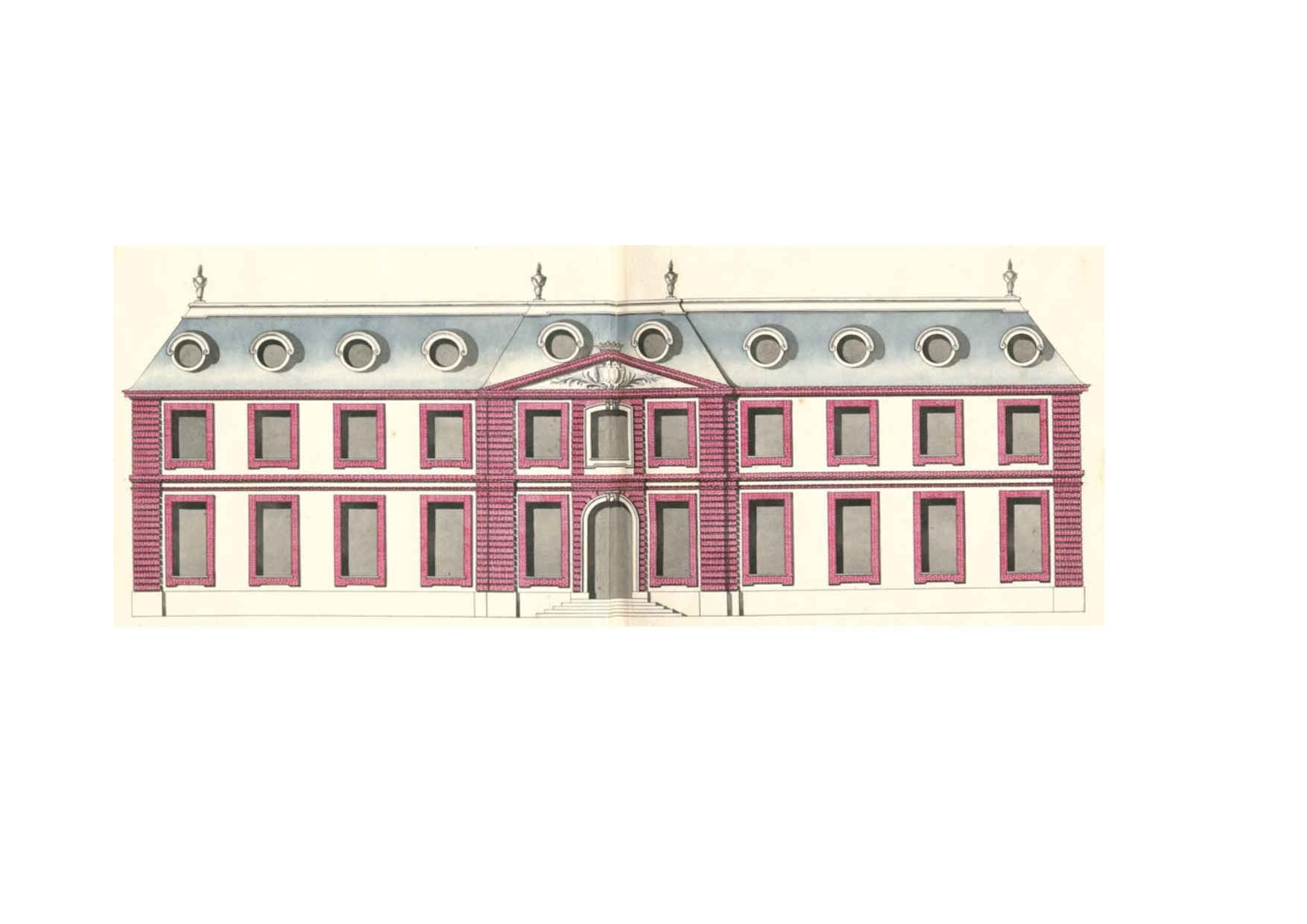
Façade du château de Cherperine bâti par l'architecte P. Alexis Delamair (BSB:Bayerische StaatsBibliothek).

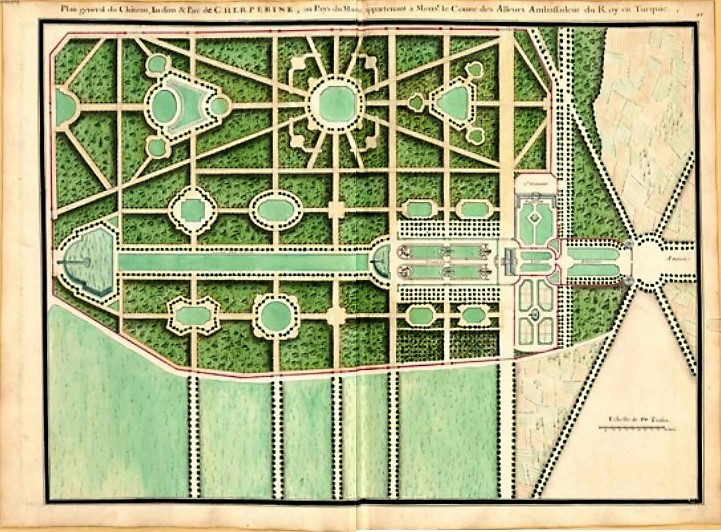
Plan général du château, jardins et parc de Cherperine (BSB).

Le 5 août 1719, il achète à la duchesse de Brancas la seigneurie de Moras (près de la Ferté-sous-Jouarre, dans la Brie) moyennant 118 400 livres. Ce marquisat va lui donner ses titres de noblesse et son patronyme « Peyrenc de Moras ». Le 3 octobre de la même année, il achète aux créanciers du vicomte de Polignac les terres, seigneurie et dépendances d'Ozon, Rioux, Saint-Amant, Roche-Savine, Boutonargues, Saint-Pal et Châteauneuf-de-Randon, moyennant 546 000 livres. Le 4 janvier 1720, il achète une grande maison à Montfermeil, à quatre lieues de Paris, le 11 octobre de la même année, la baronnie de Peyrat et le 21 février 1723, deux emplacements à bâtir, place Louis-le-Grand, à Paris. Il devient seigneur de la ville de Saint-Etienne en Forez, une des plus grandes villes manufacturières du royaume, en achetant le 3 août 1723 la seigneurie de Saint-Priest-en-Jarez, à la famille d'Urgel de Saint-Priest, moyennant 400 000 livres. C'est son deuxième marquisat. En 1725, il rachète les dettes de jeu de Léonard Hélie de Pompadour, grand sénéchal du Périgord et marquis de Laurière, en échange de sa seigneurie. C'est son troisième marquisat. En mai 1728, il acquiert le comté de Clinchamp dans le Perche (Province du Maine) moyennant 450.000 livres, puis en juin, les terres de Champrose, Menillet et Villemigeon près de Tournan-en-Brie. Cette liste déjà impressionnante n'est pas exhaustive et passe sous silence quelques fiefs et quelques maisons parisiennes destinées à la location ou à la vente.    
Ayant acquis auprès de Law deux emplacements à bâtir sur la place Louis-le-Grand, M.de Moras demande à l'architecte Jacques Gabriel, acheteur du troisième lot, d'édifier à son effet deux belles maisons. La plus grande est vendue à Jean de Boullongne, alors premier commis des Finances, l'autre est cédée au marquis des Alleurs pour en jouir de son vivant ainsi qu'à son frère, le chevalier des Alleurs, pour partie du prix sur la terre de Clinchamp.   

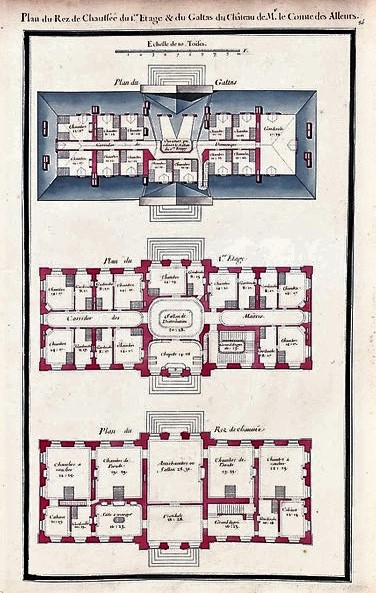
Plan du rez-de-chaussée, du premier étage et du galetas du château de Cherperine (BSB).

A la campagne, la famille Moras possède un certain nombre de belles demeures dont la maison de Montfermeil à quatre lieues de Paris, le château de Champrose à neuf lieues de Paris, celui de Moras en Brie et celui de Cherperine (orthographe actuel : Chèreperrine) dans le Perche, paroisse d'Origny-le-Roux. Le château de Moras semble avoir été inhabité. L'inventaire après décès décrit un château dont l'intérieur est sans lustre, les tapisseries vieilles, la marqueterie des meubles usée et les miroirs des trumeaux décollés. Les tableaux sont les portraits de feu Louis XIV et autres rois ou seigneurs. M. de Moras, dans les demeures qu'il habite, affectionne les tableaux inspirés des métamorphoses d'Ovide ou bien des motifs de fleurs, de fruits et de chasse. Les dessus-de-porte de Montfermeil et ceux de l'hôtel de Varennes en sont l'exemple. Les lustres sont de cristal d'Allemagne, les marbres d'Italie, les commodes de palissandre. Le château de Cherperine sert de maison de plaisance à la belle saison.   
A Paris, les Moras habitent en 1727, un hôtel bâti par Jacques Gabriel sur la place Louis-le-Grand, actuelle place Vendôme. Ne jugeant pas cet hôtel digne de lui, M. de Moras décide de s'en faire bâtir un autre. Il veut manifestement étaler sa magnificence aux yeux de la vieille noblesse et l'éblouir de son luxe. La revanche du parvenu. Il fait donc l'achat de vastes terrains, dans un quartier neuf, près de l'hôtel des Invalides, au bout de la rue de Varenne, presque désert et loin du tapage de Paris. Terrain vague issu d'anciennes sablières comblées, le choix de ce lieu pour la construction de sa demeure n'est pas anodin. Outre le voisinage du Palais Bourbon, où réside la duchesse douairière Louise-Françoise de Bourbon dont il est le Président de son conseil, aucun autre secteur ne dispose d'autant de terrains constructibles. La construction des Invalides a entraîné l'urbanisation de cette zone restée à l'écart de la ville. De plus, ces rues parallèles à la Seine offrent des terres suffisamment longues pour édifier des hôtels entre cour et jardin. M. Peyrenc de Moras achète d'abord une parcelle de cinq hectares 33 ares puis il échange d'autres terrains avec le marquis de Saissac pour obtenir une superficie d'un peu plus d'un km2.  

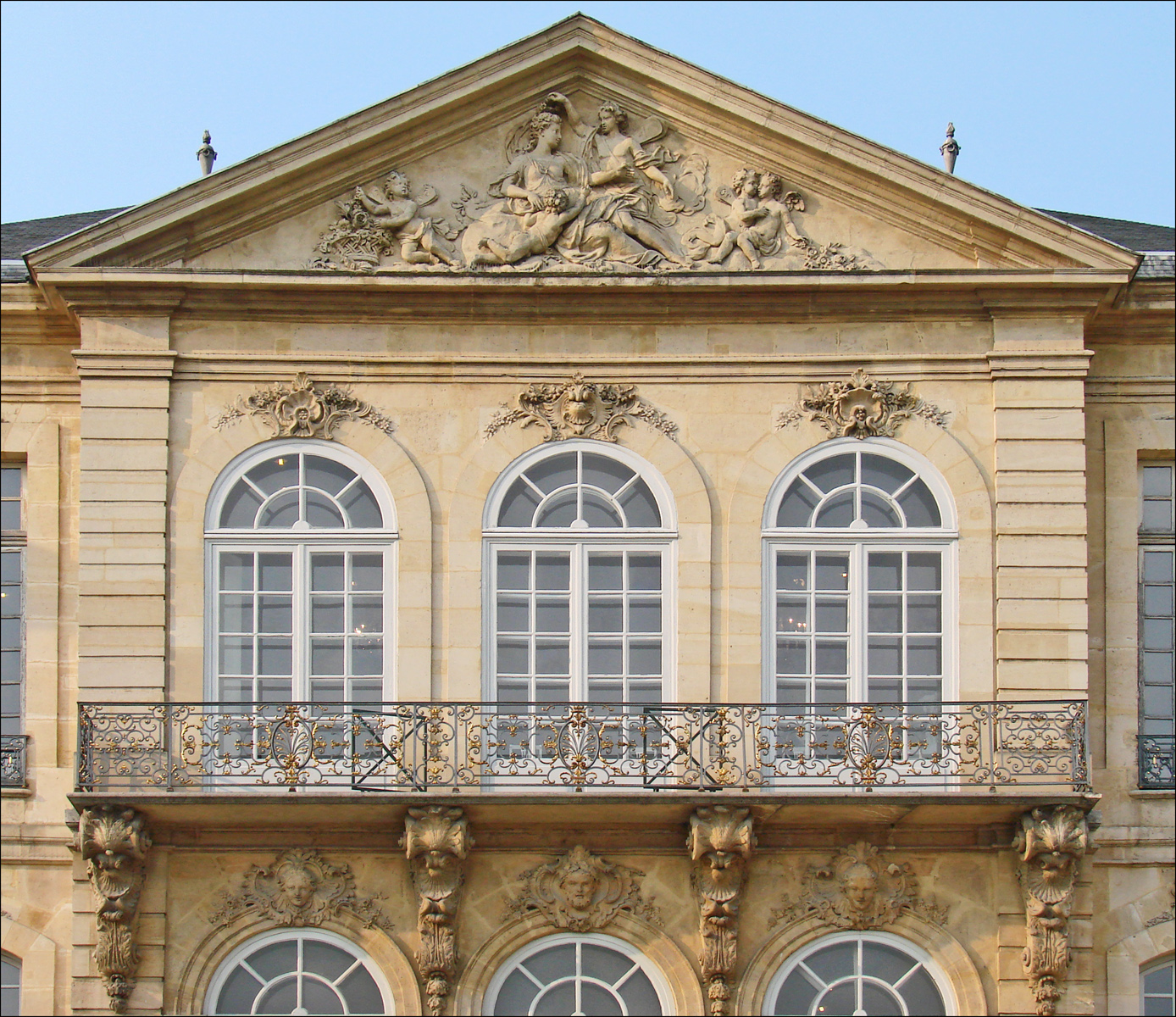
L'hôtel Biron, actuel musée Rodin.

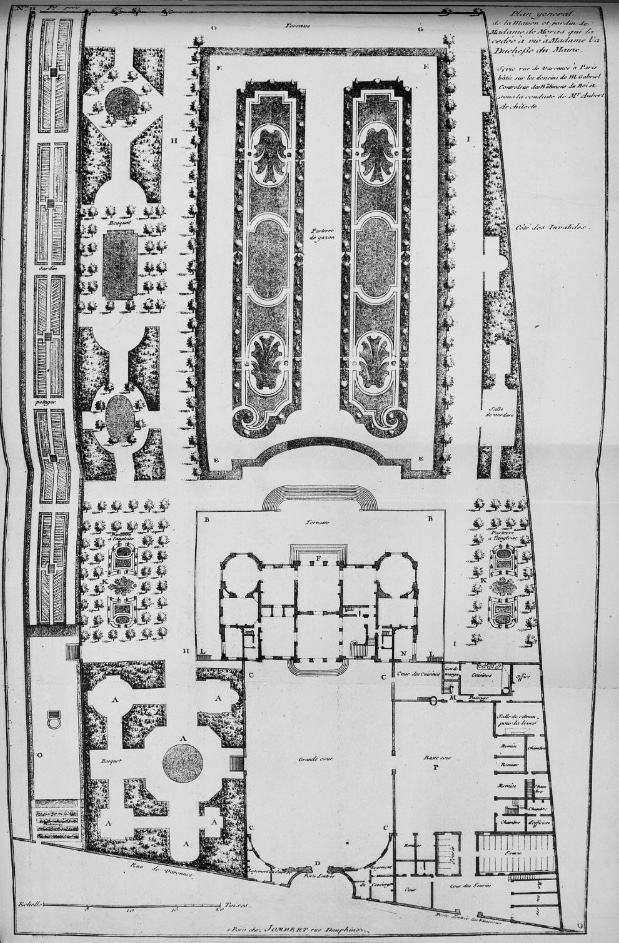
Dessin des jardins à la française.

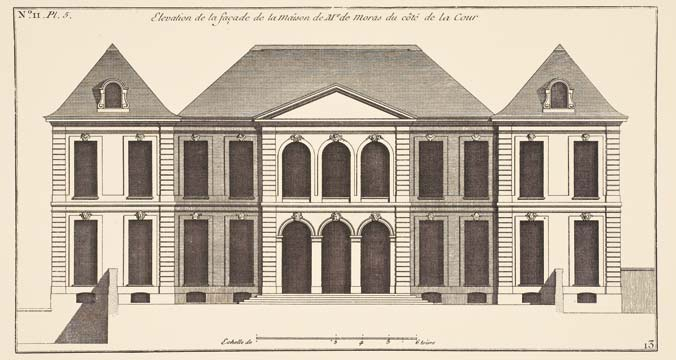
Elévation de la façade de l'hôtel particulier de Moras, côté jardin.

En possession de son terrain, il s'adresse, pour le dessin de son hôtel, à l'inspecteur général des bâtiments du roi, Jacques V Gabriel, et confie le soin de sa construction à un architecte des bâtiments du roi, Jean Aubert. Ce sera l'hôtel, connu plus tard sous le nom d'hôtel de Biron, qui abrite aujourd'hui le musée Rodin. 
Jean Aubert conçoit à partir de 1728 cet hôtel parisien entre cour et jardin, dégagé sur ses flancs et dressé sur un véritable parc, comme un château. Il est à la fois une maison de ville et une maison de plaisance. La parcelle de très grande dimension lui permet de placer l'hôtel dans un cadre de verdure qui l'entoure complètement, sauf sur la partie droite de la cour. Les jardins sont visibles de toutes les pièces, même des chambres latérales. Un couloir central, innovation du XVIIIe siècle possible uniquement en l'absence de murs mitoyens,  distribue les pièces sur chacun des deux côtés, avec un éclairage provenant en partie des fenêtres latérales aux deux extrémités. Isolé sur une plate-forme accessible grâce à quelques marches, l'hôtel comprend trois niveaux: un entresol percé de fenêtres coiffées d'un arc surbaissé, un haut rez-de-chaussée et un étage, séparés d'un bandeau mouluré. Le corps de logis couvre une surface de 354 m2, la cour d'honneur a une largeur de 32 mètres et une profondeur de 48 mètres. Les écuries très vastes pourraient recevoir trente-deux chevaux. Les plans suivis par l'architecte Jean Aubert sont dans le plus pur esprit d'architecture rocaille, à la mode de l'époque. Les plans, coupes et élévations ainsi que le plan du jardin figurent dans le traité de l'architecture française de Jean-François Blondel de 1752. 

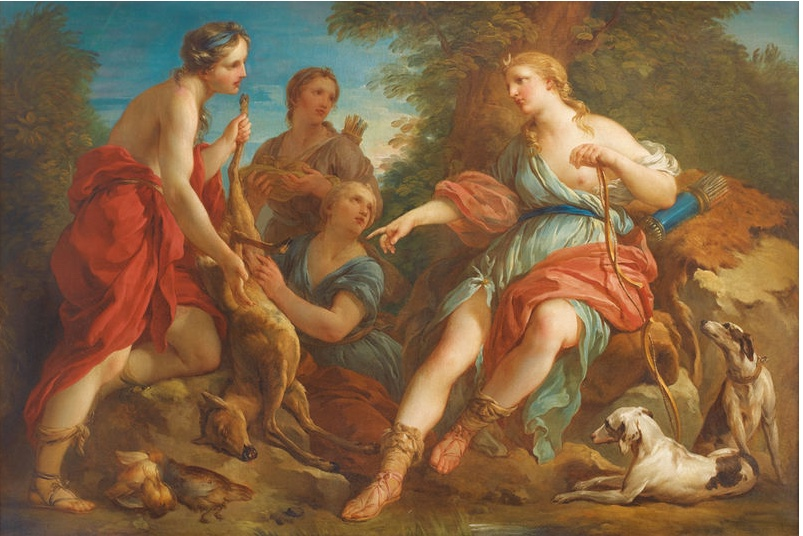
Diane revenant de la chasse ou le soir de François Lemoyne

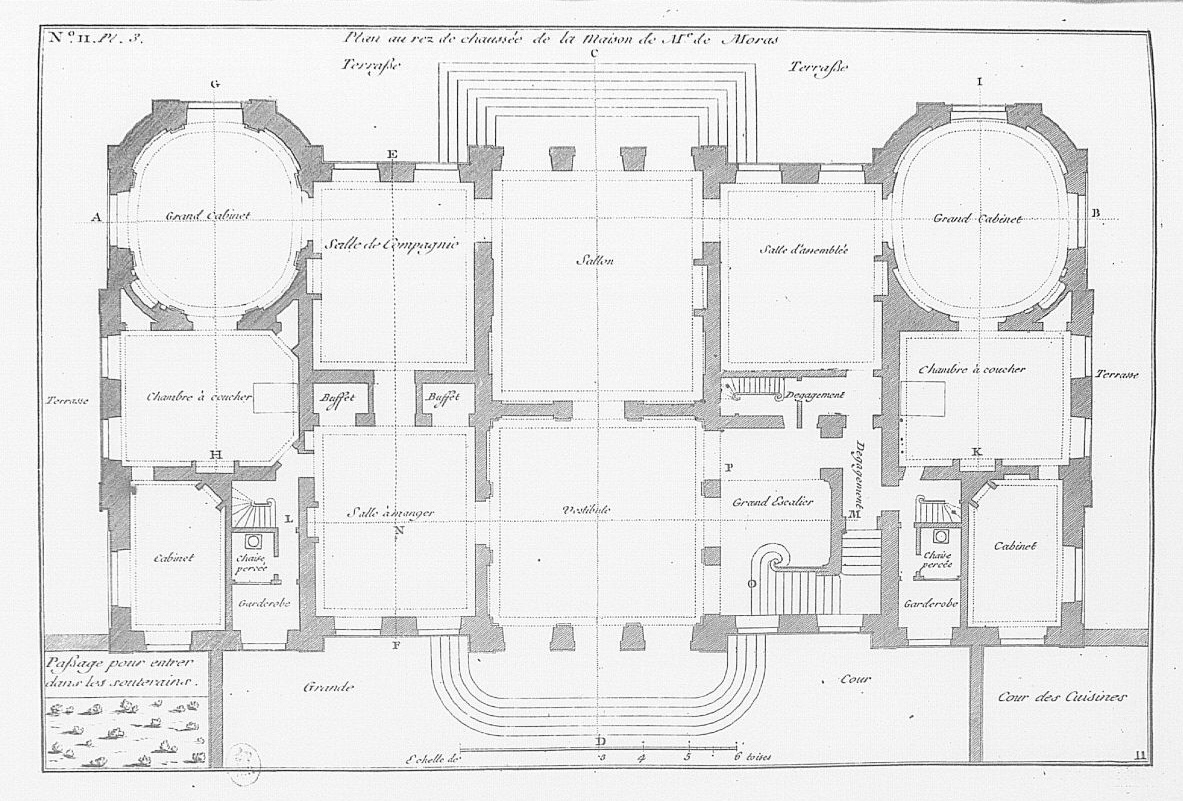
Le rez-de-chaussée de l'hôtel de Moras.

En 1729, M. Peyrenc de Moras commande à François Lemoyne dix-huit peintures décoratives, inspirées des Métamorphoses d'Ovide, la majeure partie, des dessus-de-porte.
Le grand salon est décoré avec les quatre point du jour. Aurore et Céphale illustrent le matin, Vénus montrant à l'Amour l'ardeur de ses flèches illustre le midi, Le retour de chasse de Diane le soir et Diane et Endymion la nuit. Le thème central est supposé être Amor vincit omnia.

## L'héritage laissé par Abraham Peyrenc de Moras
En 1731, la famille Peyrenc de Moras emménage. Mais le père de famille ne profite pas longtemps de la magnificence de sa demeure puisqu'il décède le 20 novembre 1732, avant le total achèvement de la décoration intérieure du premier étage. Sa veuve loue l'hôtel à la duchesse du Maine en 1736. À la mort de cette dernière, les héritiers Moras le vendent, moyennant 500 000 livres, à Louis-Antoine de Gontaut-Biron.  

### Une figure passée à la postérité

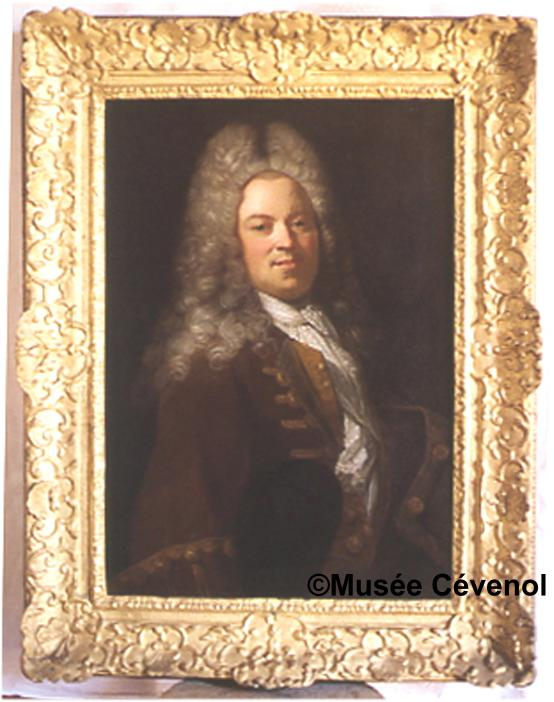
Le financier Abraham Peyrenc de Moras (1684-1732) (musée cévenol, Le Vigan, Gard)

La renommée du financier passe à la postérité, tant son ascension a été vertigineuse. Il ne laisse jamais indifférent, suscitant la hargne des uns, le mépris des autres ou tout au contraire l'admiration.
L'annonce de la mort du marquis fait dire au chansonnier Collé: 
Dans son journal, Edmond-Jean-François Barbier développe sensiblement la même pensée.

#### Novembre 1732
« Le 20 de ce mois, on enterra ici un nommé Peirenc de Moras, âgé de 46 ans, maître des requêtes et chef du conseil de Mme la duchesse douairière. Cet homme était fils d'un barbier perruquier dans une petite ville de Saintonge (sic), lui-même avait rasé. Il est venu ensuite à Paris qui est le refuge de gens de toute espèce. Cela a brocanté, négocié sur la place avant la fameuse année 1720 du système de Law. Cela avait plus de mauvaises que de bonnes affaires, mais comme cela n'avait rien à risquer, il a tout hasardé dans le système. Il a eu le bonheur de réaliser. Il avait l'esprit pour connaître les chemins pour se pousser dans ce pays-ci. Enfin, il meurt riche de douze à quinze millions, tant en fonds de terre qu'en meubles, pierreries et actions sur la Compagnie des Indes. Il a fait bâtir dans le faubourg Saint-Germain la plus superbe maison qu'il y ait à Paris. Ceci seul fait le portrait de notre gouvernement. Voilà un homme de rien qui, en deux ans de temps, est devenu plus riche que des princes et cette fortune produite par ce malheureux système est composée de la perte que deux-cents particuliers ont faite sur des biens de famille ou sur des biens acquis, après trente ans de travail dans toutes sortes de professions! Cependant on a laissé cet homme parce qu'il a été à portée de distribuer un million à des seigneurs et p... de la Cour, et on le place dans une charge honorable de la magistrature. Il laisse une veuve et trois enfants. Sa veuve est la fille de Fargès, ancien munitionnaire de vivres, soldat dans son origine, qui jouit de 500 000 livres de rente, et qui a le secret de ne pas payer un de ses créanciers. Il y a déjà plus d'un seigneur à la Cour qui songe à épouser cette veuve. »

Les commentaires contradictoires relèvent très souvent de cancans. Beaucoup ne retiennent que l'ancien valet ou le barbier, d'autres prétendent qu'il a acheté le silence sur ses origines par les prêts généreux qu'il concède. Le vicomte de Reiset est le plus magnanime, il dit de M. de Moras qu'il est respecté et honoré de toute la société parisienne, ajoutant que sa veuve reçoit les hommes les plus en vue à la ville et à la Cour. Ceci est contesté par ceux qui prétendent qu'elle accueille des gentilshommes besogneux, les oblige de toutes les façons et leur assure bon repas et bon gîte. N'a-t-elle pas ainsi contribué à jeter sa fille dans les bras d'un gentilhomme provincial désargenté qui s'est empressé de l'épouser en catimini lorsqu'elle a fui son couvent pour le rejoindre? La mort de Mme de Moras, le 11 janvier 1738, aurait été précipitée par ce scandale. Souvent, il est fait allusion à son esprit sot, impertinent et borné. Elle aurait mené une vie libertine et débauchée, surtout après la mort de son mari.   
Force est de constater que si l'histoire du marquis de Moras fait encore la une des publications du XIXe siècle et du début du XXe siècle, c'est que son hôtel particulier, vendu d'abord au duc de Biron, est devenu le couvent du Sacré-Cœur avant de devenir le musée de Rodin, l'occasion pour les journalistes de rappeler à chaque fois l'histoire si romanesque du premier propriétaire qu'elle ressemble à s'y méprendre à un roman-feuilleton.

### L'héritage légué à sa famille
De son vivant, Abraham Peyrenc de Moras n'a pas négligé sa familleSon frère cadet, Louis, devient grâce à sa protection, seigneur de Saint-Cyr et sa fille épouse en 1735 François-Jean-Baptiste de Barral de Clermont, conseiller au Parlement du Dauphiné puis président à mortier. L'autre frère qui n'a pas d'ambition devient l'abbé Moras, membre de la congrégation de Saint-Antoine, à Metz. À sa mort, M. de Moras laisse à sa femme et à ses trois enfants une fortune colossale dont profitera surtout l'aîné, François-Marie, pour s'établir et devenir intendant puis ministre. Son fils cadet, commissaire aux requêtes du Palais, meurt relativement jeune. Sa fille Anne-Marie dont on a cassé l'alliance rocambolesque avec Louis de Courbon finira par se remarier avec le comte Merle de Beauchamp, ambassadeur de France au Portugal.  

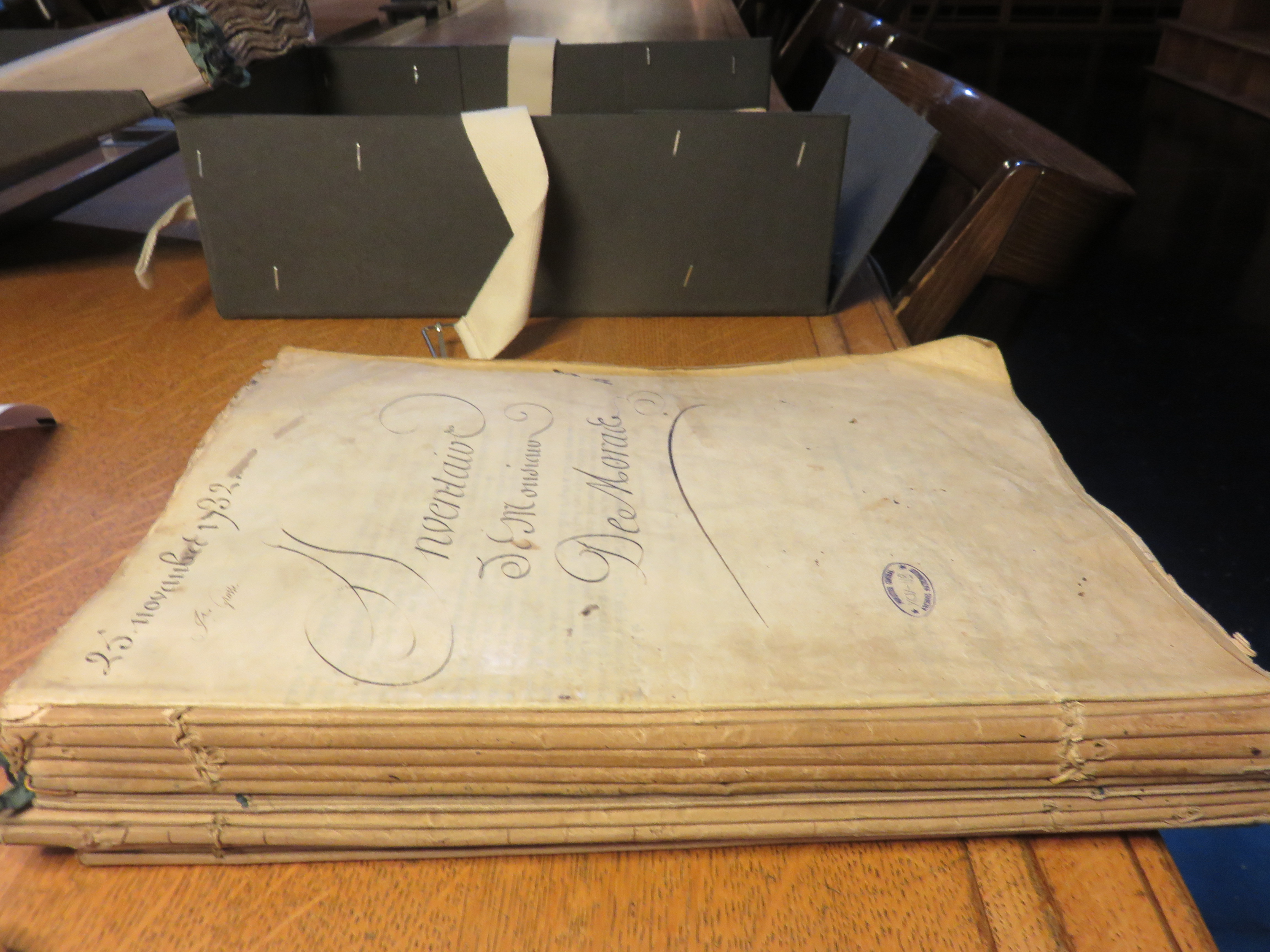
Inventaire après décès d'Abraham Peyrenc de Moras (Archives nationales).

L'inventaire après décès a été déposé auprès du notaire de famille parisien,Thomas-Simon Perret. Il occupera différents notaires de novembre 1732 à février 1733. Il comporte un nombre impressionnant de feuillets. Il est vrai que la fortune de Moras est estimée à 5 849 702 livres dont 2 337 017 livres en immeubles réels. Y sont consignés tous les baux des innombrables fermes de diverses régions : Vivarais, Forez, Auvergne, Limousin, Perche, Brie, Bas-Poitou. Rien que les baux des fermes échus à Noël 1732, y compris ceux des moulins, des forêts, des étangs et des  tuileries, se montent à 83 706 livres. M. de Moras touche à Paris les loyers de dix-huit locataires à la Croix rouge et quelques autres, rue Cassette, Place Maubert, rue de Vendôme et rue Saint-Jacques. De nombreuses personnes lui doivent les arrérages des rentes qu'elles ont contractées auprès de lui, parmi elles, le duc de Nevers, M. de Caumartin, M. et Mme de la Rochefoucault ou le marquis de Bissy. Ses appointements par mois semblent presque une goutte d'eau, comparés aux sommes précédentes : 4 620 livres. Parmi les châteaux et demeures, seuls sont inventoriés le château de Moras, de Champrose, de Cherperine, la maison de Monfermeil et l'hôtel de la rue de Varenne qui sera vendu 450 000 livres par les héritiers Moras, le 7 mai 1758. Ne sont pas mentionnés dans l'inventaire la maison de la rue des Capucines acquise en 1729, le château de Livry et surtout les actions de la Compagnie des Indes au nombre de 125, représentant une somme de 225 000 livres.